# Freundstal (Dinkelsbühl)
Freundstal ist ein Gemeindeteil der Großen Kreisstadt Dinkelsbühl im Landkreis Ansbach (Mittelfranken, Bayern). Freundstal liegt in der Gemarkung Neustädtlein. Bis in die 1950er Jahre hieß der Ort Lohmühle. 

## Geografie
Die Einöde liegt am Lohgraben, der dort als linker Zufluss in die Wörnitz mündet. Unmittelbar westlich des Orts speist der Lohgraben eine Kette von Weihern (Unterer und Oberer Lohweiher, Gatterweiher, Bauernweiher). 0,75 km westlich jenseits der Wörnitz befindet sich die Ranke Alp (465 m ü. NHN). Die Bundesstraße 25 führt nach Neustädtlein (0,8 km nordwestlich) bzw. nach Knittelsbach (0,5 km südöstlich).

## Geschichte
Die Fraisch über Lohmühle war strittig zwischen dem ansbachischen Oberamt Wassertrüdingen, dem oettingen-spielbergischen Oberamt Dürrwangen und der Reichsstadt Dinkelsbühl. Gegen Ende des 18. Jahrhunderts gab es ein Anwesen. Grundherr war die katholische Kirchenpflege der Reichsstadt Dinkelsbühl. Von 1797 bis 1808 unterstand der Ort dem Justiz- und Kammeramt Wassertrüdingen.
Im Jahr 1809 wurde Lohmühle infolge des Gemeindeedikts dem Steuerdistrikt und der Ruralgemeinde Villersbronn zugeordnet. Mit dem Zweiten Gemeindeedikt (1818) wurde der Ort in die neu gebildete Ruralgemeinde Knittelsbach überwiesen. Am 1. April 1971 wurde Freundstal im Zuge der Gebietsreform in Bayern nach Dinkelsbühl eingegliedert.

## Einwohnerentwicklung
| Jahr      | 001818 | 001840 | 001861 | 001871 | 001885 | 001900 | 001925 | 001950 | 001961 | 001970 | 001987 | 002015 |
| Einwohner | 4      | 7      | 5      | 5      | 3      | 6      | 6      | 9      | 10     | 8      | 4      | 2      |
| Häuser    | 2      | 1      |        |        | 1      | 1      | 1      | 1      | 1      |        | 1      |        |
| Quelle    | [ 12 ] | [ 13 ] | [ 14 ] | [ 15 ] | [ 16 ] | [ 17 ] | [ 18 ] | [ 19 ] | [ 20 ] | [ 21 ] | [ 22 ] | [ 1 ]  |

## Religion
Der Ort ist seit der Reformation evangelisch-lutherisch geprägt und war ursprünglich nach Heilig Geist (Dinkelsbühl) gepfarrt, seit Anfang des 19. Jahrhunderts ist die Pfarrei St. Peter (Sinbronn) zuständig. Die Katholiken sind nach St. Margareta (Wilburgstetten) gepfarrt.